# Дестабанрат, Жан-Мари Элеонор Леопольд

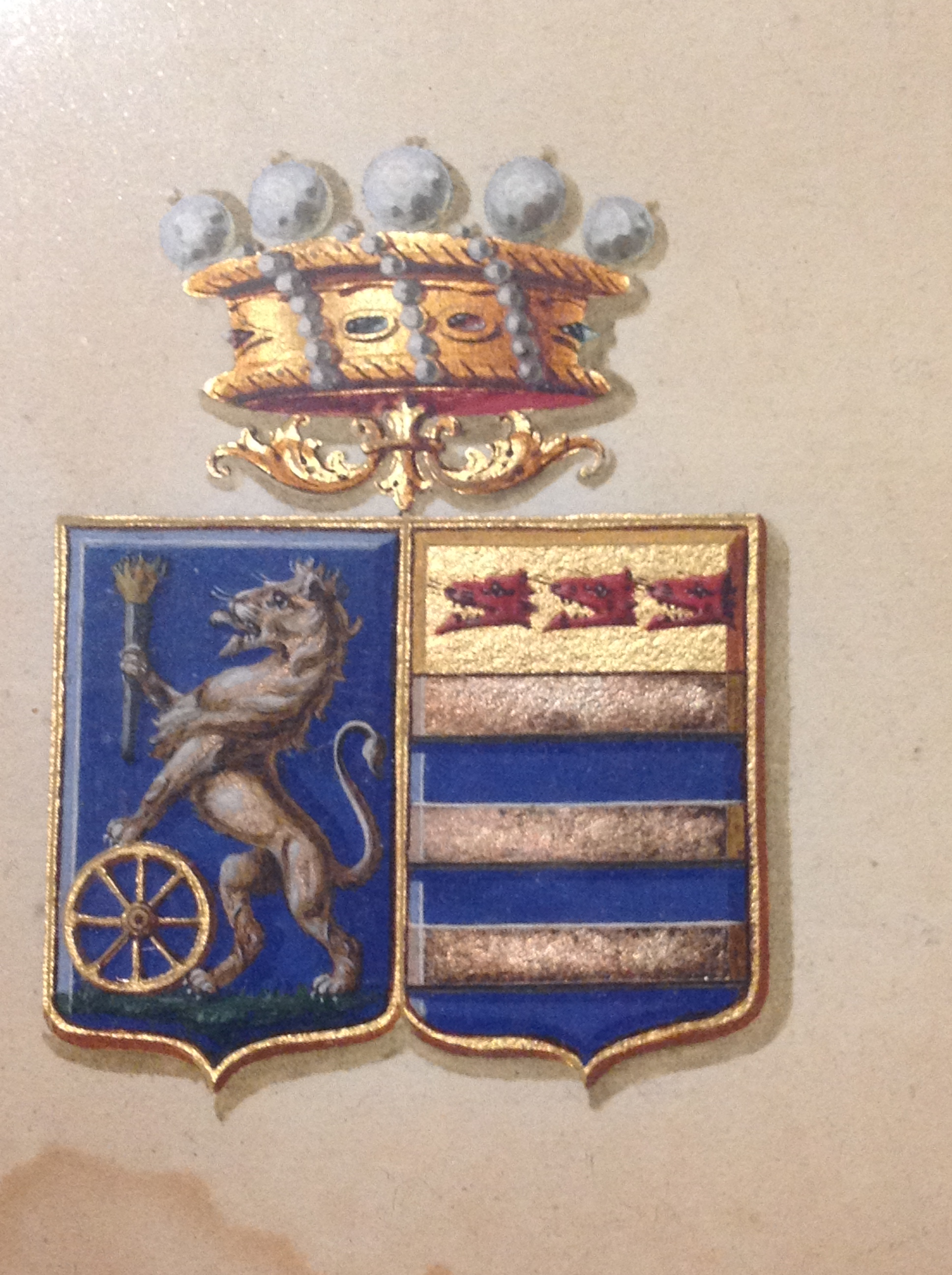
Фамильный герб Дестабенрата

Жан-Мари Элеонор Леопольд Дестабанрат (фр. Jean-Marie Eléonore Léopold Destabenrath; 1770—1853) — французский военный деятель, бригадный генерал (1807 год), барон (1808 год), участник революционных и наполеоновских войн.

## Биография
Родился в семье буржуа, юриста и мирового судьи Эмманюэля де Стабанрата (фр. Emmanuel Léopold de Stabenrath; ок.1710—1785) и его супруги Катрин Ледикт Дюфло (фр. Catherine Jeanne Ledicte Duflos; 1731—1770). Начал службу 1 января 1792 года в звании младшего лейтенанта 70-го пехотного полка. К концу 1793 года дослужился до командира батальона, и входил в штаб Итальянской армии. 25 апреля 1794 года женился в Йере на Терезе Каффарель (фр. Trérèse Catherine Caffarel; 1777—1854), в браке с которой родился сын Шарль (фр. Charles Léopold Destabenrath; 1801—1841).
С 1794 года служил в Армии Восточных Пиренеев. 13 июня 1795 года получил звание полковника. 12 октября 1795 года, после роспуска Армии Восточных Пиренеев, Дестабанрат был определён в 8-й военный округ и 31 августа 1797 года временно исполнял обязанности коменданта Марселя. 17 февраля 1798 года переведён в 7-й военный округ, затем, 19 февраля 1799 года, в 6-й военный округ. В том же году вернулся к активной службе, и был назначен начальником штаба дивизии генерала Ришпанса в Итальянской армии генерала Шампионне, хорошо проявил себя при отступлении французов по долине Танаро: в боях 10 ноября при Борго-Сан-Далмаццо, 11 ноября при Робиланте и 15 ноября при Вернанте.
13 марта 1800 года был зачислен в штаб Резервной армии в Италии. Отличился в сражении 14 июня при Маренго и 15 июня выступил одним из французских комиссаров, подписавших мирную конвенцию с Австрией. 20 июля был переведён в Армию Граубюндена в Дижоне и 8 сентября занял пост начальника штаба 2-й дивизии. Под командой генерала Макдональда отличился в декабре 1800 года при переходе через Шплюген. После расформирования армии 19 мая 1801 года, Дестабанрат оставался в составе французских войск, расквартированных в Швейцарии.
4 октября 1801 года продолжил службу в 8-м военном округе, и был назначен комендантом департамента Воклюз. 2 ноября 1803 года получил должность начальника штаба 3-й пехотной дивизии генерала Партуно в военном лагере Компьень. В феврале 1804 года сломал руку во время рекогносцировки. 29 августа 1805 года был переведён в штаб 6-го армейского корпуса Великой Армии. Принимал участие в Австрийской кампании 1805 года. Полковнику Дестабанрату, в знак признания той важной роли, которую он сыграл в успехе операций вокруг Ульма, было поручено доставить в ставку Императора захваченные австрийские флаги. Участвовал в Прусской кампании 1806 года.
24 ноября 1806 года был переведён в 4-й корпус маршала Сульта, и выполнял функцию начальника штаба 1-й пехотной дивизии Сент-Илера. 31 января 1807 года переведён в штаб 4-го корпуса. Участвовал в сражении при Эйлау, где заменил тяжело раненого полковника 36-го линейного Берлье. Его поведение в этой смертоносной битве, принесло ему самое почётное упоминание в докладе маршала Сульта Императору. 21 апреля 1807 года стал заместителем начальника штаба 4-го корпуса. Был ранен 10 июня 1807 года в сражении при Гейльсберге. Участвовал во взятии Кёнигсберга.
11 июля 1807 года произведён в бригадные генералы и сохранил свой пост в штабе маршала Сульта. 15 ноября 1807 года возглавил 2-ю бригаду (14-й и 36-й линейные) в дивизии Сент-Илера. С 12 октября командовал 1-й бригадой (22-й, 57-й и 72-й линейные) той же дивизии в Штеттине. Участвовал в Австрийской кампании 1809 года, сражался 19 апреля при Танне, 22 апреля при Экмюле, 23 апреля был при взятии Регенсбурга, 13 мая при взятии Вены. 21 мая во главе бригады, состоящей из 10-го лёгкого и 72-го линейного полков, овладел деревней Эсслинг, которая много раз была отбита взята вновь в течение этого кровавого дня. 22 мая, получил ранение картечью в бедро, был вынужден покинуть поле боя и переправиться через Дунай на лодке.
Восстановившись от ранения, 1 июля занял пост командира 2-й бригады 2-й пехотной дивизии Карра-Сен-Сира 4-го корпуса. 5 июля бригада Дестабанрата захватила хорошо укреплённый городок Энцерсдорф, где были обнаружены большие запасы. 6 июля Массена приказал дивизии занять Адерклау, который только что вынужден был покинуть Бернадотт. Генерал Карра-Сен-Сир, слишком уверенный в своих силах и не имея точных знаний о численности противника, поручает бригаде Дестабанрата эту опасную миссию. Стремительно атаковав, французы быстро заняли деревню, но оказались полностью окружены замаскированными войсками эрцгерцога Карл, которыми он руководил лично. Несмотря на героическое сопротивление, генерал Дестабанрат был отброшен и лишь своевременная помощь остальной части дивизии и корпуса маршала Бернадота, помогли бригаде перегруппироваться и снова захватить Адерклау. Бригада понесла большие потери, а её превосходные полковники Пурайи и Буальдьё попали в плен. Вскоре направленная к Дунаю с корпусом маршала Массена дивизия Карра-Сен-Сира внесла мощный вклад в победу. 11 июля с бригадой вновь оказался в трудном положении из-за неумелых приказов Карра-Сен-Сира. Маршируя во главе 46-го линейного полка с мечом в руке, генералу Дестабанрату, наконец, после неимоверных усилий удалось переправиться через реку, где во главе 400 человек он оказался перед превосходящим противником у подножия плато Цнайма. Завязался упорный бой, в ходе которого генерал был ранен пятью сабельными ударами, один из которых очень серьёзно травмировал левую руку и попал в плен. Своевременно заметив отчаянное положение Дестабнрата, маршал Массена отправил ему на помощь 10-й кирасирский полк Леритье, который смог разбить австрийцев и освободить пленников.
28 августа получил разрешение вернуться во Францию на лечение. 5 декабря стал командующим департамента Нижняя Сена в составе 15-го военного округа. 4 октября 1810 года был переведён в Тур, где возглавил 3-ю бригаду в пехотной дивизии генерала Каффарелли. 21 ноября 1810 года стал командующим департамента Эско. 3 июня 1812 года назначен в состав 1-й резервной пехотной дивизии Великой Армии. 23 июля 1812 года стал временным комендантом крепости Шпандау в Пруссии, и 2 августа был утверждён в этой должности. 18 октября 1812 года назначен комендантом города Берлин. 29 декабря 1812 года возвратился во Францию и 17 февраля 1813 года занял пост командующего департамента Фризе. С 21 июля 1813 года без служебного назначения. 19 ноября 1813 года возвратился к обязанностям командующего департаментом Нижней Сены.
Утверждён в должности королём Людовиком XVIII 19 июля 1814 года при первой Реставрации, Наполеоном 15 апреля 1815 года во время «Ста дней» и снова королём 8 августа 1815 года после второй Реставрации. 10 февраля 1816 года снова  без служебного назначения. 10 августа 1816 года стал командующим департамента Майен, а также был избран кандидатом в Палату депутатов от Нёшатель-ан-Бре. 1 декабря 1817 года сдал пост, и отправился на лечение. 30 декабря 1818 года, после возвращения к службе, стал командующим 1-го подразделения 4-го военного округа в Туре, а также был включён в организационную структуру Генерального штаб.
11 августа 1830 года определён в резерв и 1 мая 1832 года вышел в отставку. Он был принят в резервный отдел Генерального штаба 26 декабря 1852 года.
Умер 12 ноября 1853 года.

## Воинские звания
- Младший лейтенант (1 января 1792 года);
- Лейтенант (14 января 1793 года);
- Капитан штаба (15 мая 1793 года);
- Командир батальона штаба (27 декабря 1793 года, утверждён 29 августа 1794 года);
- Полковник штаба (13 июня 1795 года);
- Бригадный генерал (11 июля 1807 года).

## Титулы
- Барон Дестабанрат и Империи (фр. baron Destabenrath et de l'Empire; декрет от 19 марта 1808 года, патент подтверждён 29 июня 1808 года в Байонне)[2][3].

## Награды
Легионер ордена Почётного легиона (5 февраля 1804 года)
 Офицер ордена Почётного легиона (14 июня 1804 года)
 Коммандан ордена Почётного легиона (23 апреля 1809 года)
 Кавалер ордена Железной короны (21 октября 1811 года)
 Кавалер военного ордена Святого Людовика (19 июля 1814 года)